# Richard Lorenz (Chemiker)

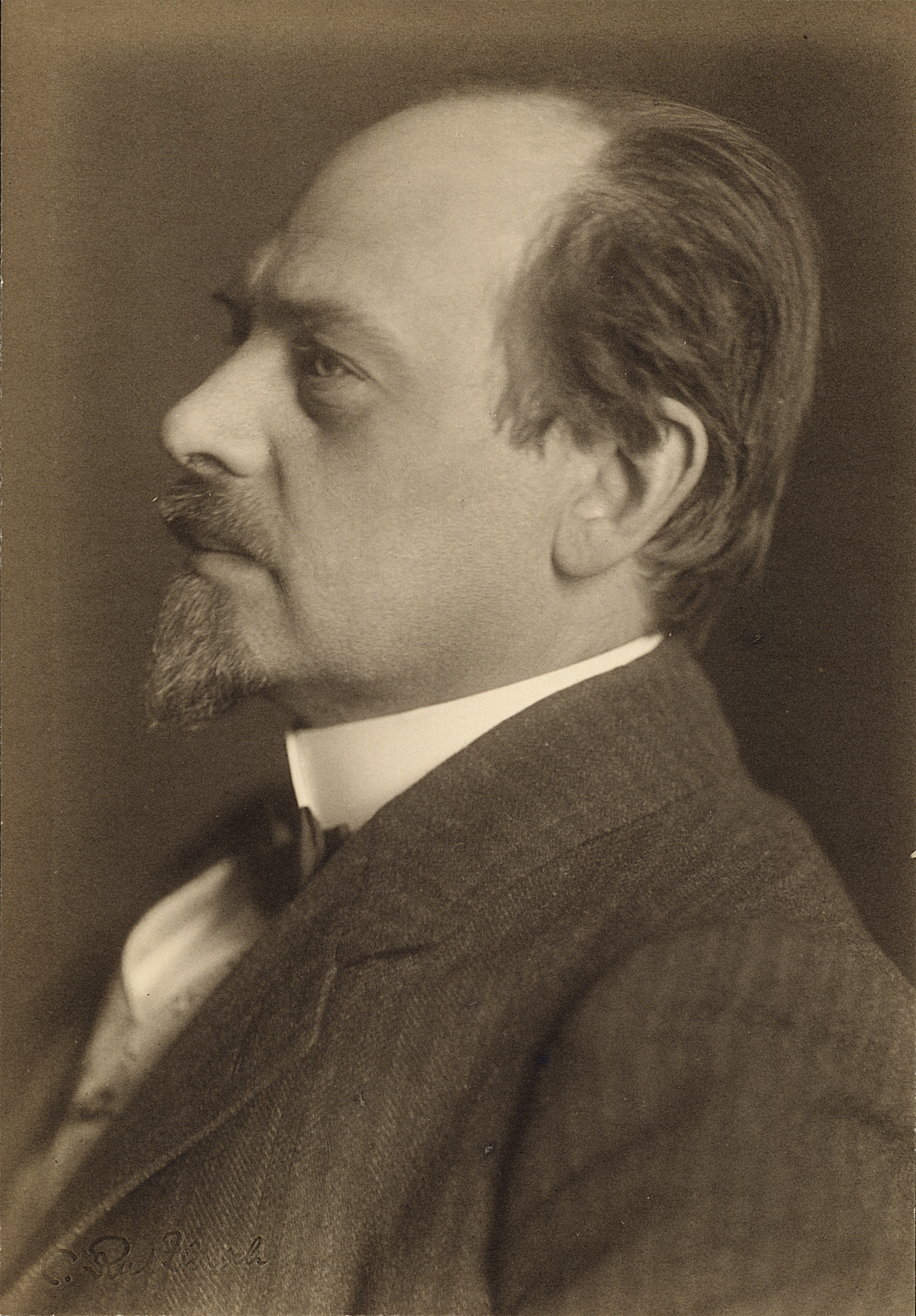
Richard Lorenz

Richard Lorenz (* 13. April 1863 in Wien; † 23. Juni 1929 in Frankfurt am Main) war ein österreichischer Physikochemiker.

## Leben
Richard Lorenz wurde als Sohn des Historikers und Genealogen Ottokar Lorenz (1832–1904) und dessen Ehefrau Marie Lott (1839–1917) geboren. Sein jüngerer Bruder Alfred Ottokar (1868–1939) war Musikwissenschaftler.
Er studierte zunächst Medizin und danach Chemie in Wien. Einige Zeit später zog er nach Jena, wo er im Jahr 1888 seine Dissertation Beiträge zur Kenntnis der Valenz des Bors verfasste. Danach hatte Lorenz eine Stelle als Assistent am biologischen Institut der Universität Rostock inne. Später ging er nach Göttingen, wo er sich im Jahr 1892 habilitierte. Dort konzentrierte sich seine Tätigkeit immer mehr auf die Physikalische Chemie.
Im Jahr 1896 folgte Richard Lorenz dem Ruf als Extraordinarius für Elektrochemie an die ETH Zürich, an der er im folgenden Jahr zum Ordinarius ernannt wurde. 1910 ging er an die Frankfurter Akademie. Nach der Gründung der Universität im Jahr 1914 war Lorenz dort ordentlicher Professor für physikalische Chemie. An dieser Hochschule war er bis zu seinem Tod tätig. 1921 wurde er zum korrespondierenden Mitglied der Göttinger Akademie der Wissenschaften gewählt.
Richard Lorenz veröffentlichte zahlreiche wissenschaftliche Arbeiten, in erster Linie im Bereich der physikalischen Chemie. Daneben redigierte er die Zeitschrift für anorganische Chemie. Sein Nachlass befindet sich in der ETH-Bibliothek.

## Schriften
- Über die Ausbildung des Elektrochemikers. Halle 1901
- Elektrochemisches Praktikum. Göttingen 1901
- Beiträge zur Kenntnis der Valenz des Bor’s. Jena 1888